# 日內瓦鎮區 (印地安納州詹寧斯縣)
日內瓦鎮區（英語：Geneva Township）是位於美國印地安納州詹寧斯縣的一個行政鎮區。

## 地方資料
根據2010年美國人口普查的數據，日內瓦鎮區的面積為146.40平方千米，當中陸地面積為144.80平方千米，而水域面積為1.60平方千米。當地共有人口7584人，而人口密度為每平方千米51.8人。